# 池﨑理人
池﨑 理人（いけざき りひと、2001年〈平成13年〉8月30日 - ）は、日本のアイドル。男性アイドルグループ・INIのメンバー。福岡県 北九州市出身。LAPONEエンタテインメント所属。愛称は理人、りーくん。

## 概説
INIのメンバー。グループではラップを牽引している。
2021年グローバルボーイズグループを作るサバイバルオーディション番組『PRODUCE 101 JAPAN SEASON2』に出演し、同番組から誕生した「INI」のメンバーとしてのデビュー権を獲得。2021年11月3日にCDデビューした。

## 来歴

### 生い立ち
父親の仕事の関係で小学生の頃5年間タイに住んでいた。
好きなアニメのオープニング曲のラップ部分を覚えたことがラップに興味を持つきっかけとなった。
中学生の頃、三代目 J SOUL BROTHERS from EXILEにハマり、人に感動を与え、人の行動を変えたり原動力になるアーティストはすごいと感じ、アーティストを志すきっかけとなった。
高校の時には公園でサイファーをして遊んでいた。部活は軽音部でドラムを担当していた。
同志社大学法学部に在学中（2023年2月8日放送のテレビ朝日系『ミラクル9』での発言より）。

### PRODUCE 101 JAPAN SEASON2
オーディションへの参加理由として、シリーズ前作の『PRODUCE 101 JAPAN』で夢をもらったので、今度は自分が夢を与える側になりたいと語っている。
番組開始当初、未経験ながらラップはトレーナーから好評価を得た一方、ダンスではトレーナー陣から「違反ダンス」と言われ話題を集めた。しかし、「絶対に食らいついてデビューを勝ち取る」との言葉通り、回を追う毎に成長をみせた。
コンセプト評価では、葛藤しながらも初めてリーダーを務め、「Goosebumps」のステージで1位を獲得した。当人は同バトルについて「みんなで苦難を乗り越え1位を獲得できたので本当に嬉しい」とコメントした。
番組内では他の練習生の良いところや尊敬するところを語る場面が何度も見られた。また、ビハインドや特別コーナーでのインパクトのある言葉やユーモア溢れる言動も話題を集めた。
最終順位9位でデビュー権を獲得。

### INIの結成
同番組最終回で「INI」のメンバーとして2021年内のCDデビューが発表され、11月3日にデビューした。

### INIとしてのデビュー後
2025年1月28日に東京・後楽園ホールで『LAPOSTA 2025 Supported by docomo』内のソロ企画「LAPOSTA 2025 SHOW PRODUCED by MEMBERS」を開催。『UP TO YOU。』と題した展示を行った。

## 人物

### 特徴
イケボ、ムードメーカー、素直と称されることが多い。『PRODUCE 101 JAPAN SEASON2』の練習生が選ぶイケボセンターに選ばれており、当人もオーディション中に自分の武器を「超低音イケボラップ」としていた。デビュー後の特別番組内でも「INIのイケメンボイス担当」と自己紹介している。
INIメンバーの田島将吾からは「いつも落ち着いていて温かさがあるので、家族といるような気持ちになる。年齢不相応なセクシーさは反則」と評されている。
チャームポイントは大きな目と口。

### 趣味・趣向
- 好きな食べ物はエビ、うどん、ラーメン[3]、グリーンカレー[6]。
- 好きな漫画は『進撃の巨人』、好きな映画は『アベンジャーズ』[3]。
- 憧れのアーティストはBTS[12]。
- 座右の銘は「有言実行」[15]。
- 趣味は映画鑑賞。特技は絵を描くこと、楽器（ドラム）、洋楽を歌うこと、ギター弾き語り[28]。
- 小さい頃からトイストーリーが好きで、おもちゃを集めている。[注 1]

## ディスコグラフィ

### オリジナル楽曲
- UP TO TOKYO - 2025年3月21日にINI公式YouTubeチャンネル内のメンバープロデュース企画「INI STUDIO」にて公開された初のオリジナル楽曲[29]。
- GO VOTE FREESTYLE - 2025年7月16日にINI公式Xにて公開された参議院選挙への投票を呼びかけるラップ楽曲[30]。

### 参加楽曲
PRODUCE 101 JAPAN SEASON2
- Let Me Fly～その未来へ～
- Goosebumps - 八men鳥名義
- RUNWAY
- One Day

## 作詞
オーディション時からラップポジション志望であり、自作のラップを披露している。INIとしてデビュー後の作品は実際にリリースされている。

### PRODUCE 101 JAPAN SEASON 2
| 公開日        | タイトル           | 評価名         | 動画 | 備考                                                                    |
| ------------- | ------------------ | -------------- | ---- | ----------------------------------------------------------------------- |
| 2021年5月13日 | Nobody Else(cover) | ポジション評価 | ＊   | 曲中の当人が歌うラップ詞のみ当人が作成。 原曲はKEN THE 390のNobody Else |

### INI
グループのラップ担当であり、メンバーと共に作詞したラップ曲をリリースしている。
| 公開日         | タイトル                   | リリース形態            | 動画 | 共同制作者                                                    | 備考 |
| -------------- | -------------------------- | ----------------------- | ---- | ------------------------------------------------------------- | --- |
| 2021年12月26日 | How are you                | Single デジタルリリース | ＊   | 西洸人、田島将吾                                              | |
| 2022年4月18日  | Nobody Else w/ドス鯉倶楽部 | オンラインライブ        |      | KEN THE 390、西洸人、田島将吾                                 | ドス鯉倶楽部として原曲アーティストであるKEN THE 390とのコラボで再カバー。曲中の当人が歌うラップ詞のみ当人が作成。 |
| 2023年10月13日 | 10 THINGS                  | Single                  | ＊   | TAJIMA SHOGO、Kevin_D(D_answer)、Christian Fast、Didrik Thott | TAG MEに収録。 |
| 2024年2月14日  | Ferris Wheel               | Album                   | ＊   | FUJIMAKI KYOSUKE, Jinli(Full8loom)                            | MATCH UPに収録。                                                                                                  |

## 出演

### テレビドラマ
- コンビニ★ヒーローズ〜あなたのSOSいただきました!!〜（2022年10月23日、カンテレ・BSフジ） - パン屋の息子 役

### 映画
- BADBOYS -THE MOVIE-（2025年5月30日） - 川中陽二 役[36]

## 関連映像

### PRODUCE 101 JAPAN SEASON2
| 池﨑理人PRODUCE 101 JAPAN SEASON2参加楽曲 | 池﨑理人PRODUCE 101 JAPAN SEASON2参加楽曲 | 池﨑理人PRODUCE 101 JAPAN SEASON2参加楽曲 | 池﨑理人PRODUCE 101 JAPAN SEASON2参加楽曲 | 池﨑理人PRODUCE 101 JAPAN SEASON2参加楽曲 | 池﨑理人PRODUCE 101 JAPAN SEASON2参加楽曲                                              |
| 評価名                                    | 曲名                                      | 原曲アーティスト名                        | 動画                                      | 個人 推し動画                             | パフォーマンスメンバー                                                                 |
| ----------------------------------------- | ----------------------------------------- | ----------------------------------------- | ----------------------------------------- | ----------------------------------------- | -------------------------------------------------------------------------------------- |
| オンタクト評価                            | snow jam                                  | Rin音                                     | ＊                                        | -                                         |                                                                                        |
| レベル分け評価                            | インファイト                              | KEN THE 390                               | ＊                                        | -                                         | 中野海帆                                                                               |
| レベル分け再評価                          | Let me fly〜その未来へ〜                  | オリジナル                                | ＊                                        | ＊                                        | 同番組に出演した練習生のうちオンタクト評価を通過した60人                               |
| グループ評価                              | AGEHA                                     | GENERATION from EXILE TRIBE               | ＊                                        | ＊                                        | 後藤威尊、上田将人、上原貴博、小池俊司、佐久間司紗                                     |
| ポジション評価                            | Nobody Else                               | KEN THE 390                               | ＊                                        | ＊                                        | 田島将吾、西洸人                                                                       |
| コンセプト評価                            | Goosebumps                                | オリジナル                                | ＊                                        | ＊                                        | 西洸人、田島将吾、西島蓮汰、小池俊司、中野海帆、笹岡秀旭、上田将人                     |
| デビュー評価                              | RUNWAY                                    | オリジナル                                | ＊                                        |                                           | 仲村冬馬、藤牧京介、髙塚大夢、佐野雄大、阪本航紀、松田迅、田島将吾、尾崎匠海、中野海帆 |
| デビュー評価                              | ONE DAY                                   | オリジナル                                | ＊                                        |                                           | ファイナリスト21人の練習生                                                             |